# Bosque Panul
El bosque Panul es una masa forestal de bosque esclerófilo nativo que se ubica en la precordillera de Santiago de Chile, en la comuna de La Florida, bajo la sombra del Cerro Minillas en la Sierra de Ramón.

## El bosque Panul

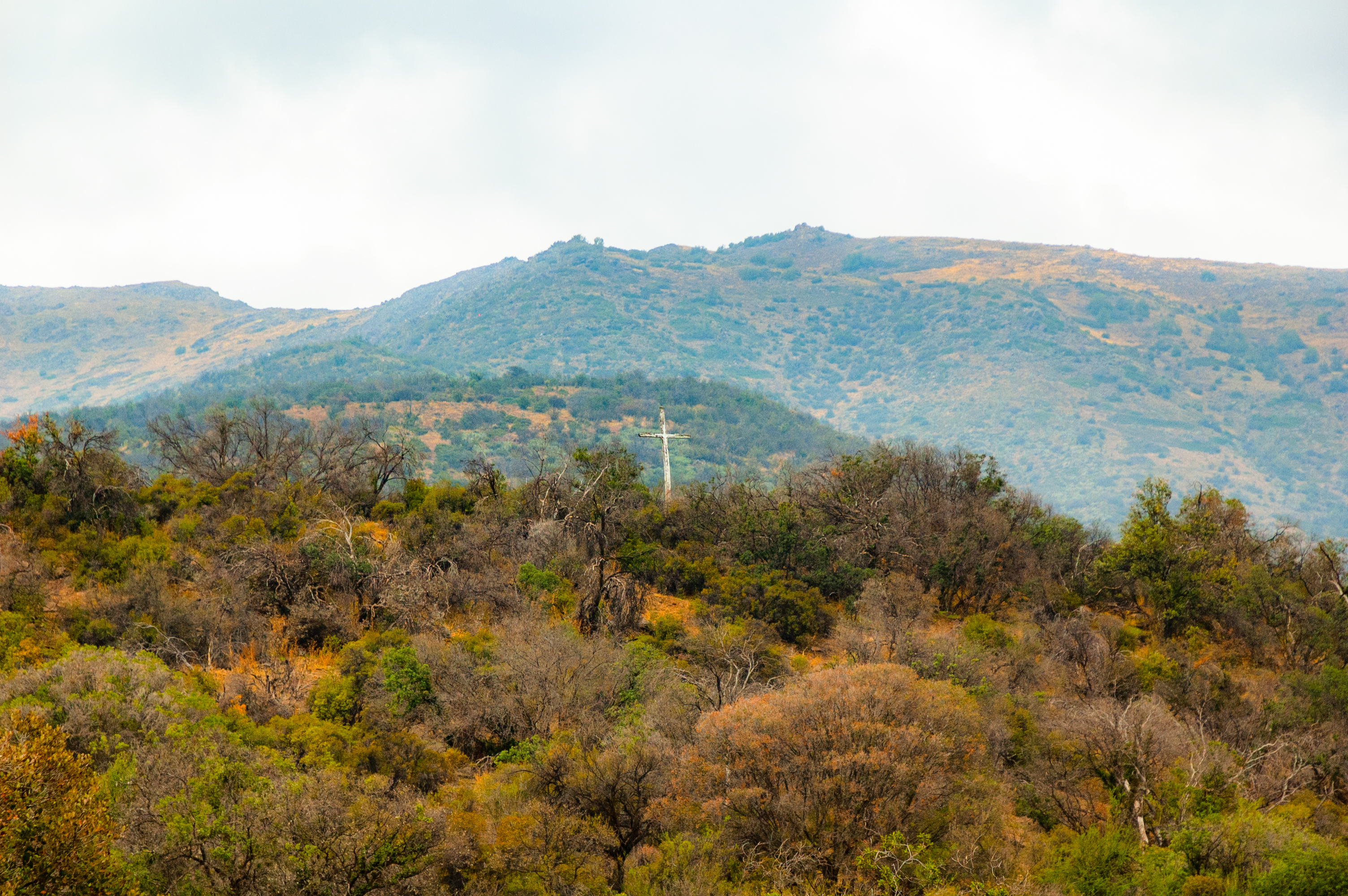
Cruz Blanca de vigilancia. Matanza lo cañas 1891

Cerro Santa Rosa desde Sendero de Chile - Bosque Panul - 3 de diciembre de 2017

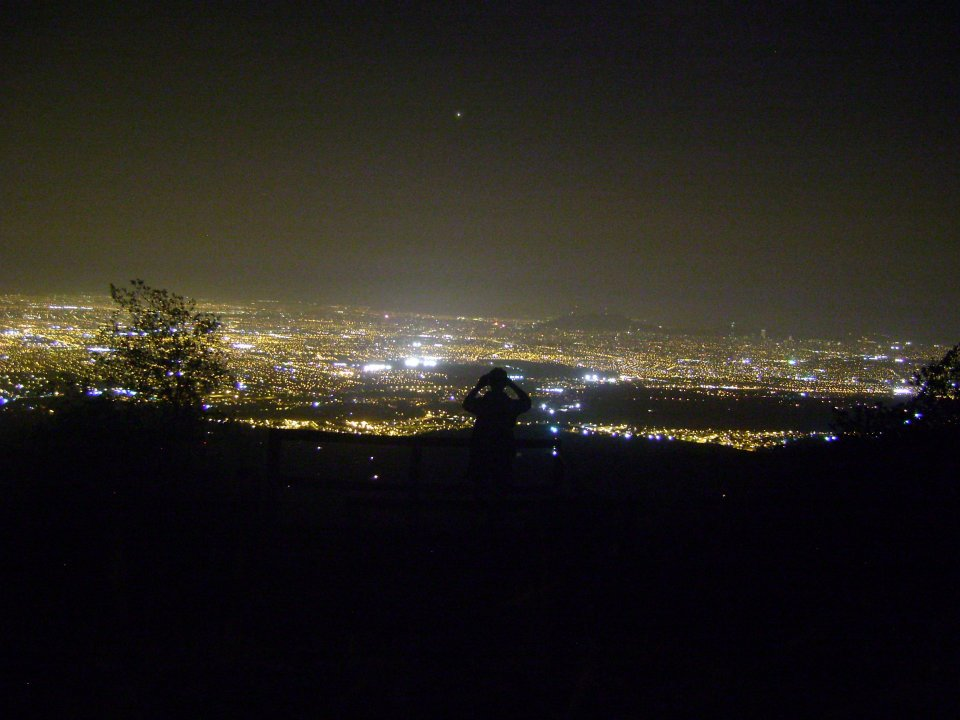
Vista nocturna Bosque El Panul - abril de 2012

El bosque Panul es el último bosque nativo dentro del radio urbano de la ciudad de Santiago. Ubicado en la precordillera de la Florida, es un ecosistema que alberga especies como el litre, el quillay y el espino, incluyendo especies protegidas como el bollén y el guayacán.  Además, existe aquí una gran diversidad de fauna, entre la que se encuentran el pequén, la loica, el zorro culpeo (Lycalopex culpaeus), la culebra de cola corta (Tachymenis chilensis), la iguana chilena (Callopistes palluma) y la mariposa del chagual (Castnia psittachus), entre muchas otras.   
Éste es un bosque nativo consolidado que no necesita de riego, ya que sus especies están adaptadas  para  sobrevivir con solo tres meses de lluvia al año, debido a sus hojas pequeñas y duras que conservan la humedad y a sus largas raíces.  El bosque esclerófilo representa el 2% del bosque nativo a nivel nacional, y existe en solo cinco lugares del mundo.

## Beneficios Medioambientales
El Bosque Panul, limpia el contaminado aire santiaguino, absorbiendo CO2 y convirtiéndolo en oxígeno puro. Pero eso no es todo, pues el cálido aire capitalino que sube hacia las montañas, en las tardes se enfría al pasar por el bosque y retorna en las mañanas a la ciudad convertido en una refrescante brisa, regulando la temperatura de Santiago y haciendo un poco más frescos los calurosos veranos. En invierno, el suelo del Panul, absorbe y filtra el agua de las lluvias, impidiéndoles llegar a la ciudad, lo que previene inundaciones, en tanto que los árboles detienen las remociones en masa o aluviones que eventualmente se podrían producir, evitando así desastres naturales, como el aluvión ocurrido en el año 1993 en la Quebrada de Macul.

## Beneficios Sociales
El bosque sirve de espacio de recreación para las comunas de la zona sur-oriente de la capital, proveyendo espacios para actividades de senderismo, ciclismo, observación de flora y fauna, y paseos familiares.

## Flora, Fauna y Fungi
El Bosque Panul es un bosque de tipo esclerófilo adaptado a los veranos calurosos de la Zona Central de Chile, que posee un clima mediterráneo.
La variedad de especies y cantidad de ejemplares de cada especie depende de cada estación, adoptando diversas estrategias:
- Muchas especies de árboles, como el Quillay o el Litre, poseen hojas duras que les permiten soportar altas temperaturas y sequedad ambiental.
- El crecimiento de plantas nuevas(regeneración natural) se da especialmente en invierno y primavera, en donde la disponibilidad de agua de lluvia es posible.
- Algunas plantas, conocidas como geófitas, perviven el seco verano con raíces y tallos subterráneos, en donde acumulan agua y broten de ellos hojas fotosintéticas solo en invierno.
- Algunas plantas pierden las hojas en verano para evitar la pérdida de agua por evaporación y realizar fotosíntesis solo con los tallos.

Existen más de 450 especies de Flora, Fauna y Fungi nativas registradas en el bosque Panul, entre las cuales se encuentran:

### Flora

#### Hierbas anuales
- Añañuca de Fuego (Phycella cyrtanthoides)
- Flor de Gallo (Alstroemeria ligtu)
- Azulillo (Pasithea caerulea)
- Ortiga caballuna (Loasa placei)
- Zapatito (Calceolaria corymbosa)
- Estrella Azul de Cordillera (Malesherbia linearifolia)
- Soldadito (Tropaeolum tricolor)
- Oreganillo (Teucrium bicolor)
- Clavel del Campo (Mutisia subulata)
- Quilloy-Quilloy (Stellaria chilensis)
- Flor de la Plumilla (Trichopetalum plumosum)
- Chagual (Puya alpestris y Puya berteroniana)

#### Arbustos
- Colliguay (Colliguaja odorifera y Colliguaja integerrima)
- Palqui (Cestrum parqui)
- Natre (Solanum crispum)
- Pingo-Pingo (Ephedra chilensis)
- Romerillo (género Baccharis)
- Mitique (Podanthus mitiqui)
- Trevo (Trevoa quinquenervia)
- Michay (Berberis chilensis)

#### Árboles
- Espino (Vachellia caven)
- Litre (Lithraea caustica)
- Quillay (Quillaja saponaria)
- Maitén (Maytenus boaria)
- Peumo (Cryptocaria alba)
- Bollén (Kageneckia oblonga)
- Guayacán (Porlieria chilensis)

### Fauna

#### Roedores
- Degú (Octodon degus)

#### Aves
- Loica (Leistes loyca)
- Tenca (Mimus thenca)
- Chincol (Zonotrichia capensis)
- Pitio (Colaptes pitius)
- Cernícalo (Falco sparverius)
- Pequén (Athene cunicularia)
- Tiuque (Phalcoboenus chimango)
- Aguilucho (Geranoaetus polyosoma)
- Peuco (Parabuteo unicinctus)
- Yal (Rhopospina fruticeti)
- Diuca (Diuca diuca)
- Tordo (Curaeus curaeus)
- Tórtola (Zenaida auriculata)
- Chercán (Troglodytes aedon)
- Turca (Pteroptochos megapodius)

#### Reptiles
- Lagarto Chillón (Liolaemus chiliensis)
- Lagartija Lemniscata (Liolaemus lemniscatus)
- Lagartija de Los Montes (Liolaemus monticola)
- Lagartija Oscura (Liolaemus fuscus)
- Lagartija Esbelta (Liolaemus tenuis)
- Iguana Chilena (Callopistes maculatus)
- Culebra de Cola Larga (Philodryas chamissonis)

#### Arácnidos
- Tarántula chilena (Grammostola rosea)
- Araña sicario (Sicarius fumosus)
- Saphrys rusticana
- Euathlus condorito
- Araña tubito (género Ariadna)
- Familia Austrochilidae
- Familia Xenoctenidae
- Subfamilia Erigoninae
- género Mecynogea
- género Pachylus
- género Metepeira
- género Mecynogea

### Fungi
- Pedo de Coyote (Lycoperdon perlatum)
- Hongos Bonete (género Mycena)
- Familia Pleurotaceae
- Familia Tapinellaceae
- Sombrillitas (género Parasola)
- género Omphalina
- género Calvatia
- género Bovista
- género Favolaschia
- Stereum hirsutum
- Byssomerulius corium

## El bosque y la comunidad
El Bosque Panul es un lugar recreacional donde se puede ir en familia a pasar el día en contacto con la naturaleza, alejándose del estrés de la ciudad pero seguir estando a sólo 20 minutos del centro neurálgico de La Florida, esto lo convierte en un importante Parque Urbano. Además, es un buen lugar para hacer caminatas y senderismo, considerando la gran variedad de senderos, incluso existe un tramo olvidado del Sendero de Chile, con varios miradores. Asimismo, es un terreno de gran valor para los andinistas, que encuentran aquí la puerta de entrada para ascender a los Cerros Minillas y Punta de Damas
Debido al libre acceso, muchas personas lo visitan constantemente y se ha visto deteriorado por las malas prácticas en la naturaleza como la sobre creación de senderos (que provoca la erosión y desertificación del bosque), así como las constantes fiestas que terminan dejando mucha basura en el lugar. Por esto la comunidad organizada realiza limpiezas y campañas de autocuidado, para aprender a generar un mínimo impacto en el lugar, permitiendo su conservación para las generaciones que vendrán.

## Límites geográficos
El Bosque Panul se emplaza sobre los terrenos que van desde la Quebrada de Macul, al norte,  hasta el límite con Puente Alto,  al sur en el filo del Cerro Santa Rosa,  y desde el deslinde con Lo Cañas en el poniente hasta las altas cumbres del Cerro Minillas al oriente.
Actualmente este territorio está dividido en tres fundos, el Fundo Panul al norte, el Fundo Zavala al sur y el Fundo Ahumada en el Cerro Santa Rosa. Si bien uno puede entrar al bosque sin restricciones, éste continúa siendo propiedad privada.  

## Lucha por la protección oficial
Durante años, vecinos organizados de La Florida y Santiago, han exigido a las autoridades que se modifique el Plan Regulador Comunal (que hasta ahora considera el Panul como suelo urbano) para que el bosque sea considerado un área verde pública y así el estado deba Expropiar los fundos para dar paso a un santuario natural a través de la declaración de éste como parque público.